# 永祿
永祿是日本的年號之一。在弘治之後，元龜之前。指1558年到1570年的期間。這個時代的天皇是正親町天皇。室町幕府的將軍是足利義輝、足利義榮、足利義昭。

## 改元
- 弘治4年2月28日（陽曆1558年3月18日） 正親町天皇即位因而改元。
- 永祿13年4月23日（陽曆1570年5月27日） 改元為元龜。

## 出典
出自『群書治要』的「保世持家、永全福祿者也」。

## 永祿年間要事
- 元年
  - 9月：木下藤吉郎成為織田信長的家臣。
- 3年
  - 5月19日（6月12日） - 今川義元進攻尾張實行他的上洛計劃，與織田間在桶狹間對峙，織田信長乘今川義元休息時突襲義元本陣，義元在混戰中戰死，是為桶狹間之戰。
- 4年
  - 九月，上杉軍與武田軍展開川中島之戰中的八幡原之戰。
- 8年
  - 5月19日（6月27日）三好三人眾與松永久秀主使突襲二條御所，將軍足利義輝被殺死。
- 10年
  - 10月11日（11月21日）三好軍與松永軍在東大寺交戰，最終使東大寺被燒毀。
- 11年
  - 2月：足利義榮被三好三人眾擁立為室町幕府將軍。同年因重病逝世。

## 出生
- 3年
  - 不明 - 石田三成。豐臣政權下五奉行之首，近江国佐和山城主。
  - 不明 - 直江兼續。越後上杉氏上杉景勝時代家臣。
- 4年
  - 2月19日（3月4日） - 井伊直政，德川四天王之一，江戶時代早期彦根藩主。
  - 不明 - 福島正則，賤岳七本槍之一，江戶時代廣島藩主。
- 6年
  - 11月13日（11月28日） - 細川忠興，利休七哲之一。茶人兼武士，是江戶時代初期豐前國小倉藩主。
- 9年
  - 不明 - 真田信之，江戶時代上田藩及松代藩主。
- 10年
  - 8月3日（9月15日） - 伊達政宗。陸奧國大名，江戶時代仙台藩主。
- 11年
  - 12月3日（12月21日） - 黑田長政，豐臣秀吉家臣江戸時代初代福岡藩主
- 12年
  - 不明 - 大野治長，豐臣秀吉及豐臣秀賴家臣。
  - 不明 - 淀殿，淺井長政長女，豐臣秀吉側室

## 逝世
- 3年
  - 5月19日（6月12日） - 今川義元，東海地方大名。
- 4年
  - 3月18日（4月2日） - 十河一存，武將﹑三好氏家臣。
- 5年
  - 3月5日（4月8日） - 三好義賢，武將﹑三好氏家臣。
- 6年
  - 8月25日（9月12日） - 三好義興，武將。
  - 12月20日（1564年1月4日） - 細川氏綱，室町幕府最後管領。
- 7年
  - 5月9日（6月17日） - 安宅冬康，武將﹑三好氏家臣。
  - 7月4日（8月10日） - 三好長慶，攝津國大名。
- 8年
  - 5月19日（6月17日） - 足利義輝，第十三任室町幕府將軍。

## 西元對照表
| 永祿 | 元年   | 2年    | 3年    | 4年    | 5年    | 6年    | 7年    | 8年    | 9年    | 10年   |
| ---- | ------ | ------ | ------ | ------ | ------ | ------ | ------ | ------ | ------ | ------ |
| 西曆 | 1558年 | 1559年 | 1560年 | 1561年 | 1562年 | 1563年 | 1564年 | 1565年 | 1566年 | 1567年 |
| 干支 | 戊午   | 己未   | 庚申   | 辛酉   | 壬戌   | 癸亥   | 甲子   | 乙丑   | 丙寅   | 丁卯   |
| 永祿 | 11年   | 12年   | 13年   |        |        |        |        |        |        |        |
| 西曆 | 1568年 | 1569年 | 1570年 |        |        |        |        |        |        |        |
| 干支 | 戊辰   | 己巳   | 庚午   |        |        |        |        |        |        |        |

## 相關項目
| 前一年號： 弘治 | 日本年號 | 下一年號： 元龜 |